# Nederlandse Canadezen
Nederlandse Canadezen zijn personen woonachtig in Canada met volledig Nederlandse of gedeeltelijk Nederlandse achtergrond. Bij de volkstelling van 2006 gaven 1.035.965 Canadezen aan dat ze (deels) van Nederlandse herkomst zijn.
De eerste Nederlanders die naar Canada kwamen, waren Nederlandse Amerikanen. Vervolgens kwamen er veel immigranten uit Nederland en ontstond er een golf van Nederlanders rond 1800 en na de Tweede Wereldoorlog. De Nederlanders, een van de grootste minderheden in Canada, wisten snel te integreren. Ze vestigden zich vooral in Ottawa, Vancouver en Toronto.